# Am Galgen hängt die Liebe
Am Galgen hängt die Liebe ist ein deutsches Filmdrama von Edwin Zbonek mit Carl Wery und Annie Rosar in den Hauptrollen. Die literarische Vorlage lieferte Leopold Ahlsen mit dem Stück „Philemon und Baucis“.

## Handlung
1944 in Griechenland. Die deutsche Wehrmacht hält das Land besetzt und kontrolliert es mit eiserner Hand. Griechische Partisanen, die angesichts der sich für Deutschland militärisch dramatisch verschlechternden Kriegslage Morgenluft wittern, liefern sich mit der Besatzungsmacht erbarmungslos harte Gefechte. Inmitten der schweren Scharmützel gerät das in einem etwas abgelegenen Haus am Stadtrand lebende alte Ehepaar Nikolaos und Marulja, das bereits den Sohn im unsinnigen Völkerhass verloren und die schöne Alka nach nur einem einzigen Tag als Ehefrau frühzeitig zur Witwe gemacht hat. Bald sitzen die beiden Alten zwischen sämtlichen Stühlen, da man als einzige Maxime Mitmenschlichkeit gegenüber Freund wie Feind gelten lässt. Aus tiefster Überzeugen widersetzen sie sich dem sinnlosen Töten und Völkerhass und zeigen im Rahmen einer ebenso lebensbejahenden und lebensgefährliche Initiative tiefe Menschlichkeit.
Sie gewähren jedem bedürftigen Menschen, ob verletzt oder verängstigt, Obdach und unterscheiden nicht zwischen Freund und Feind. Jeder der an Nikolaos‘ Tür klopft und Hilfe benötigt, ist ihm, der eine geradezu archaische, spöttische Ruhe und Gelassenheit ausstrahlt, aus tiefster Überzeugung willkommen. Seine Frau Marulja ist ein Gegenpol: sie poltert und schimpft unablässig, vor allem über die „Knallereien“ draußen vor der Haustür. Sein und Maruljas tief empfundener Glauben bedeutet auch, das Gastrecht als oberstes Gebot gegenüber jedermann anzuwenden, obwohl die alten Leute selbst nur das Nötigste zum Leben haben. Sie haben bereits verfolgten griechischen Partisanen geholfen, und jetzt stehen sie vor einer neuen Situation: Als zwei desertierende deutsche Soldaten -- einer von ihnen, der jüngere, durch einen Bauchschuss lebensgefährlich verletzt -- Schutz und Unterschlupf suchen, wird der griechische Partisanenführer Petros, der kurz zuvor selbst für einige Tage bei Nikolaos und Marulja Schutz fand, da er von den Deutschen gejagt wurde, auf sie aufmerksam. Petros setzt alles daran, seine deutschen Gegenspieler aufzuspüren.
Derweil führt Alka den Humanismus ihrer Schwiegereltern fort. Sie versucht ihren Geliebten Alexandros, von dem sie ein Kind erwartet, dazu zu überreden, den Partisanenkampf aufzugeben und mit ihr das Land zu verlassen. Als dieser in die Hände der Deutschen gerät, ist sie es wieder, die leidenschaftlich um das Leben ihres Freundes fleht, als er im Rahmen von Geiselerschießungen gleichfalls hingerichtet werden soll. Petros will nach den erfolgten Geiselerschießungen schließlich mit seinen einstigen Lebensrettern abrechnen, der alte Nikolaos soll für seinen vermeintlichen „Verrat“ zur Rechenschaft gezogen werden. Der Alte soll für seine gelebte Mitmenschlichkeit mit dem Leben bezahlen und hängen. Da Marulja ohne ihren Mann nicht weiterleben will, hat sie nur noch einen letzten Wunsch: Sie will gemeinsam mit ihm in den Tod gehen und an seiner Seite zum Galgen gehen und sein Schicksal mit ihm teilen.

## Produktionsnotizen
Zboneks Regiedebüt Am Galgen hängt die Liebe entstand Mitte 1960 im Burgenland und wurde am 21. Oktober 1960 im Kölner Capitol-Kino uraufgeführt. Die deutsche Fernseherstausstrahlung fand am 23. August 1969 im ZDF statt.
Sieghardt Rupp erhielt mit dem erbarmungslosen griechischen Partisanenanführer Petros hier seine erste große Filmrolle.
Wolf Witzemann entwarf die Filmbauten, August Rieger war an der Produktionsleitung beteiligt.

## Kritiken
Während der Film im Ausland große Anerkennung und Filmpreise erhielt, fand die heimische Filmbewertungsstelle und die Kritik bei der Uraufführung kaum Gutes an dem Film (weiteres dazu siehe unter „Wissenswertes“). Die österreichische Filmprädikatisierungskommission hingegen lobte den Film als „meisterhaften Wurf“ und verlieh ihm die in Deutschland versagt gebliebene höchste Auszeichnung: „besonders wertvoll“.
Die in Madrid erscheinende Zeitung „Arriba“ lobte: „Ein großer, tiefer und menschlicher Film.“
ABC, ebenfalls aus Spanien, stufte Am Galgen hängt die Liebe als den „weitaus besten Film der Woche“ ein.
Das Lexikon des internationalen Films fand, Am Galgen hängt die Liebe sei „ein bemerkenswerter Film, der sich nicht scheut, neben der Darstellung aktiver Humanität auch schwierige Gewissensfragen anzuschneiden.“
Das große Personenlexikon des Films konstatierte in Carl Werys Biographie (Band 8), dass dieser in jenem Film die „schauspielerisch forderndste und intensivste Rolle“ seiner gesamten Filmkarriere gespielt habe.

## Wissenswertes
Die bundesdeutsche Filmbewertungsstelle Wiesbaden (FBW) verweigerte dem Film eine Qualitätsvergabe der Prädikate „wertvoll“ oder „besonders wertvoll“. Man bemängelte, dass Am Galgen hängt die Liebe angesichts des dramatischen Inhalts die Regie wie auch die schauspielerischen Leistungen unangemessen ausgefallen seien. Wortwörtlich hieß es: „Unter dem Zwang eines Drehbuchs voller falscher Töne sind Regie und Darstellungsstil dem harten Stoff unangemessen ausgefallen.“ Das vernichtende Gesamturteil dekretierte: „Der Filmstil ist Anzengruber.“ Diese mangelnde Qualitätsvergabe führte dazu, dass der Film anstatt der üblichen rund 1300 lediglich 360 Kinosäle in der Bundesrepublik zur Vorführung bekommen hatte und dadurch Am Galgen hängt die Liebe ein spektakulärer Kassenflop werden musste.

## Auszeichnungen
- Regisseur Edwin Zbonek erhielt für seine Regieleistung 1961 auf dem Internationalen Filmfestival im spanischen Valladolid die „Goldene Ähre“.
- Eine weitere Auszeichnung war der Große Preis der VI. Internationalen Woche des religiösen Films.